# Wojciech Raczkowski
Wojciech Raczkowski (ur. 8 marca 1932 w Pniewach, zm. 25 listopada 2013 w Środzie Wielkopolskiej) – polski duchowny rzymskokatolicki, prezbiter, kanonik honorowy Kapituły Katedralnej w Poznaniu, honorowy obywatel gminy Pniewy.

## Życiorys
Urodził się w 8 marca 1932 w Pniewach. Ukończył tamtejsze liceum ogólnokształcące. Studiował w Prymasowskim Wyższym Seminarium Duchownym w Gnieźnie i Arcybiskupim Seminarium Duchownym w Poznaniu. Święceń prezbiteratu udzielił mu 30 maja 1957 w katedrze poznańskiej biskup Franciszek Jedwabski. Dalsze studia odbył w Katedrze Historii Kościoła Katolickiego Uniwersytetu Lubelskiego i w Papieskim Instytucie Archeologii Chrześcijańskiej w Rzymie.
Był wikariuszem w parafii Niepokalanego Poczęcia Najświętszej Maryi Panny w Wolsztynie, parafii Najświętszego Zbawiciela w Poznaniu i parafii św. Wojciecha w Poznaniu. Pracował jako kapelan domu sióstr Miłosierdzia i duszpasterz młodzieży w Buku. W latach 1980–2002 był proboszczem parafii Najświętszego Serca Jezusa w Środzie Wielkopolskiej. W latach 1973–1998 był wykładowcą historii Kościoła na Katolickim Uniwersytecie Lubelskim i Papieskim Wydziale Teologicznym w Poznaniu. Od 1974 do 1980 pełnił funkcję zastępcy redaktora naczelnego „Przewodnika Katolickiego”. W 2002 przeszedł w stan spoczynku. Zamieszkał w Domu Księży Emerytów w Poznaniu, gdzie objął funkcję ojca duchownego wspólnoty kapłańskiej. Otrzymał godność kanonika honorowego Kapituły Katedralnej w Poznaniu.
Zmarł 25 listopada 2013 w Środzie Wielkopolskiej. 29 listopada 2013 po mszy pogrzebowej w kolegiacie Wniebowzięcia Najświętszej Maryi Panny w Środzie Wielkopolskiej został pochowany na miejscowym cmentarzu parafialnym.

## Tytuły, wyróżnienia, upamiętnienie
W 2012 Rada Miejska Pniewy nadała mu tytuł honorowego obywatela gminy Pniewy. W 2002 Rada Miejska w Środzie Wielkopolskiej przyznała mu honorowy medal „Ad Valorem”.
W 2001 otrzymał tytuł Średzianina Roku, przyznany przez czytelników „Gazety Średzkiej”.
Został przedstawiony na pomniku–ławeczce znajdującym się przed kościołem Najświętszego Serca Jezusa w Środzie Wielkopolskiej.